# (11129) Hayachine
(11129) Hayachine est un astéroïde de la ceinture principale.

## Description
(11129) Hayachine est un astéroïde de la ceinture principale. Il fut découvert le 14 novembre 1996 à Ōizumi par Takao Kobayashi. Il présente une orbite caractérisée par un demi-grand axe de 2,56 UA, une excentricité de 0,06 et une inclinaison de 14,0° par rapport à l'écliptique.

## Compléments